# Devade tenella
Devade tenella là một loài nhện trong họ Dictynidae.
Loài này thuộc chi Devade. Devade tenella được miêu tả năm 1965 bởi Tyschchenko.